# Fires of Youth (film 1918)
Fires of Youth è un film muto del 1918 diretto da Rupert Julian. La sceneggiatura di Fred Myton si basa su un soggetto firmato dallo stesso regista e da Elliott J. Clawson. Interpreti del film, Ruth Clifford, Ralph Lewis e George Fisher.

## Trama
Giovane e bella, Lucille è una donna romantica. Sposata a John Linforth, un ricco uomo d'affari che ha il doppio dei suoi anni, si sente trascurata dal marito che non le dedica tutte le attenzioni che lei desidera, distratto com'è dal suo lavoro. Lucille trova distrazione nella compagnia di Ronald Standish, un giovane amico del marito. Quest'ultimo è compiaciuto della loro amicizia ma, ben presto, l'innocente flirt si trasforma in qualcosa di molto più romantico. Mentre Linforth è assente a causa di un breve viaggio, Ronald chiede a Lucille di fuggire con lui. Però, prima di attuare il loro piano, i due innamorati si rendono conto che un'unione illegale porterebbe loro solo infelicità. Ronald lascia Lucille, tornando a casa da solo ma il loro ultimo abbraccio è stato spiato da un ladro che si era introdotto in casa per rubare alcuni titoli dalla scrivania di Linforth. Il malvivente, per ottenere i titoli, ricatta Ronald. Per salvare l'amato, Lucille confessa tutto al marito. John, allora, promette alla giovane moglie di ridarle la sua libertà. L'anno seguente, Lucille e Ronald si sposano.

## Produzione
Il film fu prodotto dalla Bluebird Photoplays (Universal Film Manufacturing Company).

## Distribuzione
Il copyright del film, richiesto dalla Bluebird Photoplays, Inc., fu registrato il 17 agosto 1918 con il numero LP12755.
Distribuito dalla Bluebird Photoplays (Universal Film Manufacturing Company), uscì nelle sale cinematografiche statunitensi il 26 agosto 1918. La Thanhouser Company Film Preservation Inc. ha distribuito il film in DVD.
Non si conoscono copie ancora esistenti della pellicola che viene considerata presumibilmente perduta.